# طایفه‌های بالاگریوه
ایل بالاگِریوِه یکی از ایلات لر ساکن در استان های لرستان خوزستان و ایلام است و جزئی از قوم لر محسوب می‌شود. بالاگریوه نزد مردم لرستان دو معنی متفاوت می‌دهد، معنای اول همان معنای جغرافیای است. معنای دیگر بالاگریوه مردمانی لر زبان و هم ریشه ای هستند که به گویشی خاص از زبان لری سخن می‌گویند، این گویش لری بالاگریوه‌ای نام دارد. ولادیمیر مینورسکی ایران‌شناس و خاورشناس معروف روسی طایفه‌های بالاگریوه را به عنوان لرهای اصیل معرفی می‌کند.بالاگریوه ها یکی از شعبات لر کوچک هستند.

## طوایف
به مجوعه ایلاتی که ریشه و نیای مشترکی دارند و گویش بالاگریوه ای  از زبان لری تکلم می کنند ایل بالاگریوه می گویند. به طور کلی ایل بالاگریوه از چندین باب (به مانند ایل بختیاری که از ۹ باب تشکیل شده) تشکیل می شود که در زیر به انها اشاره می کنیم:
۱ دیرکوند(متشکل از بیش از ۲۵ طایفه )
۲ پاپی(متشکل از ۳۰ طایفه )
۳ بیرانوند برخی بیرانوند را جز بالاگریوه دانسته اند.
۴ دیناروند (تشکیل شده از بیش از ۲۰ طایفه)
۵ رشنو(متشکل از ۱۵ طایفه)
۶ ساکی(متشکل از بیش از ۵ طایفه)
۷ کوشکی(متشکل از بیش از ۱۰ طایفه )
۸ جودکی(متشکل از بیش از ۲۰ طایفه)
۹ میرزاوند ( تشکیل شده از بیش از ۵ طایفه ) 

## جغرافیای سکونت
بالاگریوه منطقه‌ای سرسبز، استراتژیک و مهم در جنوب استان لرستان کنونی است که وسعت آن از شرق تا شهرستان دورود و بخش پاپی از شمال تا شهر خرم آباد از غرب تا کبیر کوه بخشهایی از استان ایلام و از جنوب تا شهرهای شوش، اندیمشک و بخشهای از شهر دزفول و بخش الوار گرمسیری در شهرستان اندیمشک است. این مناطق که جغرافیای اصلی سکونت ایل‌ بالاگریوه است به دلیل قرارگرفتن در راه ارتباطی شمال-جنوب و شرق-غرب لرستان و ایران در طول تاریخ همواره منطقه‌ای با اهمیت بالا تلقی شده‌است. بالاگریوه منطقه ای پر از نفت و گاز و آب و سنگ و مناطق تاریخی است و طبیعت زیبایی دارد

## گویش
گویش مردم بالاگریوه لری بالاگریوه‌ای است. زبان و گویش این مردم گویش اصیل لری و شبیه به گویش هخامنشیان است و بسیاری از کلمات و واژه‌هایی که در این گویش به کار برده می‌شود، ریشه در زبان هخامنشی دارد.

## جمعیت
جمعیت کنونی ایل بالاگریوه مشخص نیست. آمارهای ذکر شده مربوط به گذشته‌است. هنری راولینسون در سفرنامه خود جمعیت ایل بالاگریوه را ۶۰٫۰۰۰ خانوار ذکر کرده‌است. 
جمعیت ایل دیرکوند یا دریک وند (یکی از ایلات بالاگریوه) در دههٔ ۱۹۲۰ میلادی حدود ۱۰۰۰۰ خانوار ذکر شده‌است. جمعیت طایفه پاپی در سال ۱۳۳۶ ه‍.ش ۵۰۰۰ خانوار ذکر شده‌است. طایفه جودکی در سال ۱۹۹۰ میلادی ۸۰۰ خانوار جمعیت داشته‌است. جمعیت طایفه رشنو به درستی مشخص نسیت، رزم‌آرا در سال ۱۳۲۰ جمعیت طایفه بهاروند را ۴٫۸۵۰ خانوار ذکر کرده‌است که به دلیل وابسته بودن جزئی از ایل دریک وند می‌باشند،